# Charles I. de La Vieuville

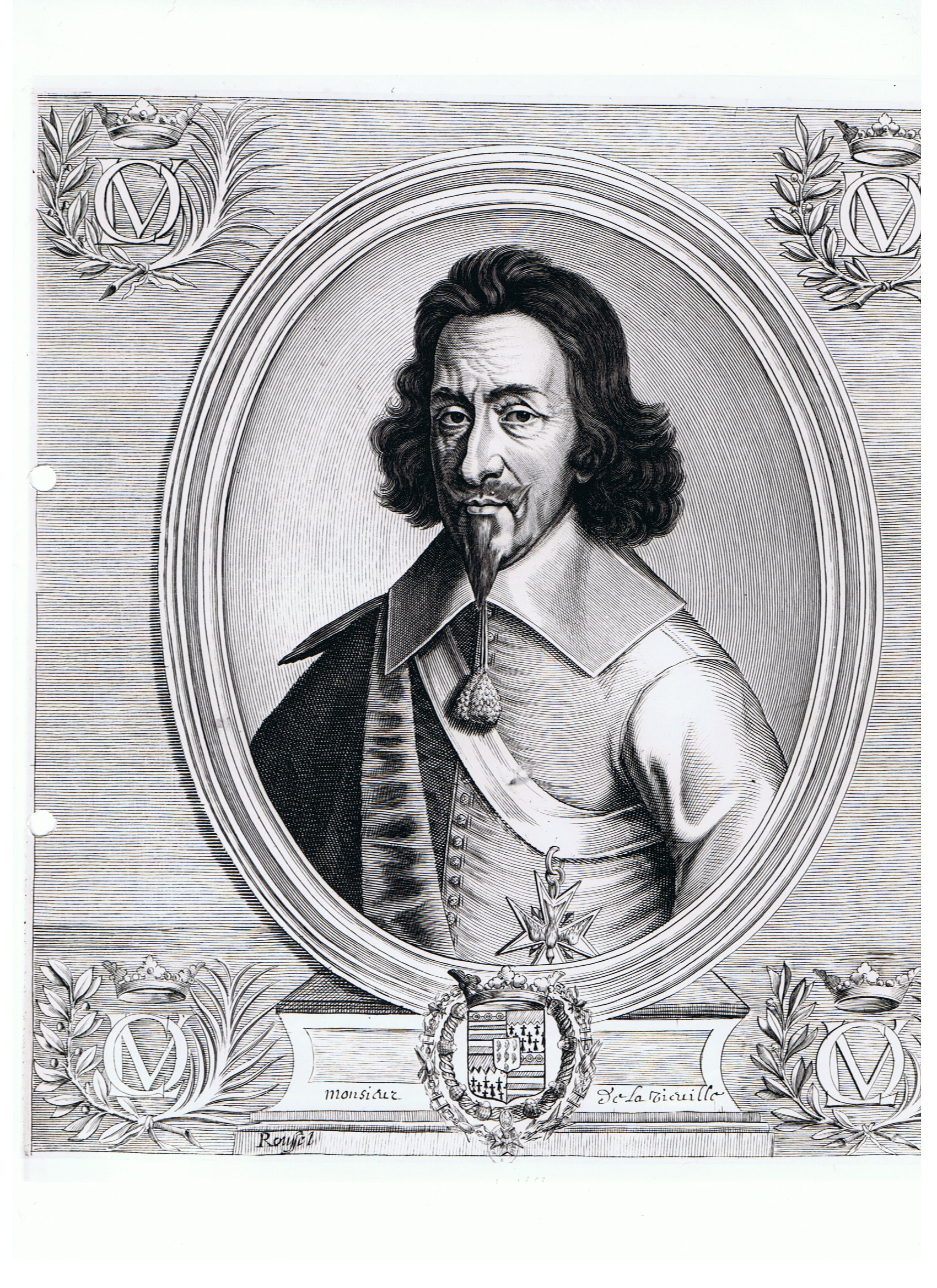
Charles I. de La Vieuville, Gravur, 17. Jahrhundert

Charles I. de La Vieuville (* wohl 1581 in Paris; † 2. Januar 1653 ebenda, 71 Jahre alt), Marquis und später Duc de La Vieuville, war zwei Mal Surintendant des Finances.

## Leben
Charles de La Vieuville war der älteste Sohn von Robert de La Vieuville († 1612), Großfalkner von Frankreich, und Catherine d’O. 1610 wurde er Nachfolger seines Vaters als Großfalkner, gab das Amt aber schon 1612 an André de Vivonne ab.
Am 7. Februar 1611 heiratete er Marie Bouhier, Tochter von Vincent Bouhier, Seigneur de Beaumarchais, Conseiller du Roi en ses conseils d’état et privé, Trésorier de l’Épargne, und Marie Hotman (siehe unten). Von 1616 bis 1623 war er Capitaine (oder Chef de corps) der Schottischen Garde. Am 31. Dezember 1619 wurde er in den Orden vom Heiligen Geist aufgenommen, der seit 20 Jahren von seinem Schwiegervater verwaltet wurde.

## Seine erste Surintendance
Am 6. Januar 1623 wurde er anstelle von Henri de Schomberg zum Surintendant des Finances ernannt – Michaud weist darauf hin, dass Charles de La Vieuville dans Amt dank der Finanzkraft seines Schwiegervaters erhielt, der Berater des Königs im Conseil d’État und Conseil privé war, sowie dessen Schatzmeister als Trésorier de l’épargne; als Anhänger Heinrichs IV. war er in höchste Funktionen gelangt, die es ihm ermöglicht hatten, ein großes Vermögen zu erwerben.
Die 20 Monate seiner ersten Surintendance waren geprägt von dem Wunsch, mit den Praktiken Schombergs zu brechen, und vom Versuch einer Standardisierung des Finanzwesens. Sein Hauptanliegen war es, die Kosten zu senken. Der Frieden von Montpellier vom 18. Oktober 1622 trug dazu bei, die Militärausgaben zu reduzieren, die von 23 Millionen Livre auf 12 (1623) bzw. 13 Millionen (1624) sanken. Für die Renten des Adels erhielt er im März 1623, während einer erweiterten Ratsversammlung, an dem der Hochadel teilnahm, die Zustimmung Ludwigs XIII., der ihm für die Umsetzung sechs Monate Zeit gewährte. Er schaffte es, sie 1623 zu reduzieren – sie sanken von 10,8 Millionen Livre im Jahr 1622 auf 8,7 Millionen im Jahr 1623 –, sie lagen aber 1624 wieder bei 11 Millionen. Ebenso verringerten sich die comptants genannten Ausgaben, die der König gegenüber der Rechnungskammer nicht rechtfertigen musste, von 15 auf 11 Millionen Livre. Die ordentlichen Einnahmen und landwirtschaftlichen Abgaben blieben auf gleichem Niveau (10 bzw. 5,5 Millionen), die Einnahmen aus parties casuelles gingen ebenso zurück (20,1; 17,4; 12,0 Millionen) wie aus den deniers extraordinaires (11, 3 und 5,0 Millionen). La Vieuville war daher finanziell erfolgreich, konnte aber keine gewählten Vertreter im Quercy, einem pays d’états, installieren, wo ein Volksaufstand aufbrach, der im Juni 1624 von Marschall Thémines niedergeschlagen wurde. Auf dem politischen Parkett hingegen scheiterte er zumeist.
Nachdem er in den Conseil étroit du roi berufen worden und seine Position innerhalb der Regierung gestärkt war, wollte er seine alten Beschützer loswerden (Nicolas Brûlart de Sillery und dessen Sohn, den Vicomte de Puisieux), politische Verbündete insbesondere bei den Siegelbewahrern unterbringen, und mehr Macht in der Außenpolitik erlangen, um seine Finanzmaßnahmen besser umsetzen zu können. Die Brûlart wurden Ende 1623 kaltgestellt, aber der König ernannte Anfang Januar Étienne I. d’Aligre zum Kanzler, was La Vieuville nicht gefallen konnte, da er gehofft hatte, den Président Guy Michel Le Jay, dort unterzubringen, einen Verwandter seiner Frau. Die Außenpolitik wurde nach geografischen Kriterien auf vier Staatssekretäre verteilt, was wahrscheinlich sein Werk ist. Um seine Verbindungen zur Königinmutter Maria de’ Medici zu stärken, schlug er Kardinal Richelieu im Februar 1624 zunächst die Präsidentschaft des Conseil des dépêches vor, dann am 29. April unter dem Vorwand, den schwerkranken Kardinal de La Rochefoucauld zu entlasten, seinen Eintritt in den Conseil du roi mit der einzigen Aufgabe, in den Sitzungen zu nicken – was bei der Königin einen gewissen Groll hervorrief. Von Mai bis Juni 1624 fordert er die Entlassung und Verbannung Jean-Baptiste d’Ornano, dem Gouverneur und Vertrauten von Gaston d’Orléans, was seine Beziehungen zur Königin, Gaston und den wichtigsten Herren des Hofes, die bereits von seiner Finanzpolitik betroffen waren, verkomplizierte. Zudem überwarf er sich mit Vertrauten des Königs und hatte daher nur sehr wenige Verbündete, während die Art, wie er außenpolitisch agierte, ihm viele Feinde einbrachte. Er schockierte mit der Stärkung des Bündnisses mit der Republik der Sieben Vereinigten Provinzen im Juni 1624, die Rückkehr zu den Bündnissen mit Savoyen und Venedig, die Konzentration von Truppen in der Nähe von Lyon und die Entsendung des Marquis de Cœuvres ins Veltlin, um einen Aufstand gegen die Habsburger in die Wege zu leiten. Die persönliche Art und Weise, wie er die Ehe der Schwester des Königs, Henrietta Maria von Frankreich, mit dem Prince of Wales regelte, ohne mit dem König darüber zu sprechen, sowie Richelieus Manöver bereiteten seinen Sturz vor: der Kardinal ließ im Mai und August mehrere Broschüren von Fancan verfassen, darunter Le mot à l'oreille und La Voix publique au Roi, in denen die Unbeholfenheit La Vieuvilles angeprangert wurde und ein Nachfolger nahegelegt wurde. Parallel dazu überzeugte Richelieu den König, dass sein Minister eine Privataußenpolitik verfolge. Im Juli und Anfang August 1624 kam es dann zu mehreren Auseinandersetzungen zwischen La Vieuville und dem Kardinal, in deren Folge Ludwig XIII. La Vieuville vom Hof verbannte: am 13. August 1624 ließ Richelieu La Vieuville beim Verlassen dieser Audienz wegen Verletzung seiner Dienstpflichten festnehmen und in Amboise inhaftieren. Tallemant des Réaux berichtet, als La Vieuville Saint-Germain-en-Laye verließ, habe es seinetwegen eine entsetzliche Katzenmusik durch alle Küchenjungen gegeben, um seinem Abschied Schwung zu verleihen.

## 1624 bis 1643
Die Chambre de Justice von 1624/25 führte nun eine politische Säuberung unter den Verbündeten des Surintendanten durch, dem insbesondere sein Schwiegervater zu Opfer fiel, der in Abwesenheit zum Tod verurteilt und symbolisch gehängt wurde. La Vieuville selbst konnte im September 1625 aus Amboise in Ausland, anscheinend nach Holland entfliehen.
Am 1. Juni 1626 gestattet ihm Ludwig XIII., nach Frankreich zurückzukehren, er wandte sich dann aber – entgegen seiner Zusagen – der Fronde zu. Nach der Abreise des Herzogs von Orléans und der Königinmutter in die Niederlande 1631, schloss er sich ihnen in Brüssel an, woraufhin er unter der Anklage, gegen Richelieu intrigiert zu haben, am 6. Januar 1632 in Abwesenheit zum Tode verurteilt wurde. Zwei Jahre später wurde er aus dem Orden vom Heiligen Geist ausgeschlossen.
Nach dem Tod Richelieus (Dezember 1642) und Ludwigs XIII. (Mai 1643) kehrte er – vermutlich nach der Zahlung von 400.000 Livre Bestechungsgeld an Mazarin – begnadigt nach Frankreich zurück. Am 6. Juni 1643 erhielt er von König Ludwig XIV. Patentbriefe, „um die schlechten Urteile zu verhindern, die die Nachwelt über das standardmäßig gegen La Vieuville ergangene Todesurteil fällen könnte“ und „über seine Treue informiert zu werden und dass er nichts von allem getan habe, was im Prozess enthalten ist, da er das Königreich verlassen hatte, um sich vor dem Druck seiner Feinde zu schützen“ und „alles aufhebt“, was gegen ihn beschlossen wurde, und restituiert ihn mit all seinen Gütern und in allen seinen Ehren. Das Parlement registrierte die Briefe am 24. Juli 1643. Am 30. September 1643 kehrte er in den Orden des Heiligen Geistes zurück.
Als Lieutenant-général der Champagne verwaltete er seine Provinz gut und wurde sogar 1649 in Reims wegen seiner Loyalität zu Mazarin von der Menge angegriffen: in den Winterfrösten führten ihn die Rebellen im Hemd durch die Straßen der Stadt und dann zu einem Galgen nach außerhalb, wobei er seine Rettung nur der Intervention des Magistrats verdankte.

## Seine zweite Surintendance
Seine Rückkehr in die Surintendance erfolgte am 8. September 1651, d. h. nach 27 Jahren Ausgrenzung, was unter dem Ancien Régime einzigartig ist. Die Gründe dafür sind:
- Er hatte nicht mehr den Ruf, den man ihm angehängt hatte, als man ihn entlassen wollte – er soll nunmehr sogar seine erste Surintendance mit Redlichkeit ausgeübt haben und nur wegen der Verfolgung durch Richelieu untergegangen sein.
- Anna von Österreich und Jules Mazarin hatten seit 1643 seine Treue zu schätzen gelernt.
- Vor allem aber wusste man, dass er den Geldgebern zuhörte, die ihn seit April 1651 vorangebracht hatten, und die bestätigten, dass er der einzige sei, der ihr Vertrauen wiederherstellen konnte, das die Finanzen des Königs so sehr  benötigen.

Jetzt, da man sich mitten in der Fronde befand und der Prince de Conti Gouverneur der Champagne war, erwartete man viel von ihm – und machte ihn im Dezember 1651 zum Herzog und Pair, wofür seine Herrschaft Nogent-l’Artaud mit anderen Domänen zum Herzogtum La Vieuville zusammengefasst wurde.
La Vieuville ergriff nun die Maßnahmen, die er als notwendig erachtete, um den Bürgerkrieg zu beenden und Mazarin und die staatliche Ordnung zurückzubringen, beides als Signal für ein gutes Geschäftsgebaren, um Gelder der Geldgeber zu bekommen. Seine Strategie war, so wenig wie möglich auszugeben und so viel Geld wie möglich einzunehmen. Alle am 15. September fälligen Zahlungen wurden sofort ausgesetzt. Ende desselben Monats rechnete er mit einem Drittel des Einkommens aus der Taille von 1652 (13,3 Millionen von zuvor 40 Millionen Livre), um den Feldzug gegen Condé zu finanzieren. Am 7. Oktober setzte er die Zahlung aller Löhne und aller Renten außer in Paris aus. Am 8. Januar 1652 verbot er in Anbetracht der Tatsache, dass die königlichen Finanzen noch nie in einer solchen Situation gewesen waren, die Auszahlung der 1652 zugewiesenen Beträge, einschließlich der Mieten und Löhne der Pariser, wobei diese letzte Bestimmung von Mazarin abgelehnt wurde, der im Januar aus Deutschland mit einer Armee von Söldnern zurückgekehrt war, und sich in Poitiers mit dem König und der Regierung installiert hatte. Am 23. Juli zahlte er die Pariser Renten dann tatsächlich nicht aus.
Die Armee der Fürsten stieß auf viele Schwierigkeiten, insbesondere in Paris, wo am 14. Oktober 1652 ein royalistischer Staatsstreich ausgelöst wurde. Am 21. Oktober kehrte der Hof in die Stadt zurück. Am 22. verbot ein Lit de justice dem Parlement, sich mit Staatsangelegenheiten, Finanzen und der Arbeit der Minister zu befassen, wobei alle Eingriffe in diesen Bereichen auch rückwirkend untersagt wurden. Die Zahlung der Renten wurde wieder aufgenommen, auch wenn die erforderlichen Mittel nicht ausreichten: Für 112,2 Millionen Livre Ausgaben verfügte man nur über 24,7 Millionen Livre ordentliche Einnahmen, 9 Millionen aus indirekten Steuern und 2,9 Millionen aus parties casuelles – es war daher notwendig, sich an die Geldgeber zu wenden. Letztere, die nicht in das politische Geschehen eingegriffen hatten, aber die günstige Aushandlung von Pachtverträgen nicht verachteten, wenn dies möglich war (so wurden fünf große Landgüter für 1,9 Millionen Livre vergeben, die acht Jahre später 4,4 Millionen wert waren.), erwarteten, dass die Monarchie siegen werde. La Vieuville fand eine Gruppe von Geldgebern, die bereit war, dem König zu helfen: Pierre Monnerot, Martin Tabouret, Claude Boylesve, Pierre Girardin und Philippe Gruyn. Im Herbst 1652 wurden die meisten direkten Steuern für 1653 erhöht. Als wesentliche Ergänzung zur Rückkehr der Geldgeber wurde am 16. Dezember 1652 die Begrenzung der comptants aufgehoben: im Jahr 1652 repräsentierten sie 3,8 Millionen Livre, im Jahr 1653 20,9 Millionen. Am 31. Dezember 1652 stellte ein Lit de justice alle Steuern wieder her, die 1648 annulliert worden waren. Die energische Politik von La Vieuville behielt gegen die Fronde Recht.
Charles de la Vieuville starb am 2. Januar 1653 nach kurzer Krankheit im Amt und wurde im Couvent des Minimes de la place Royale bestattet, den er selbst mit finanziert hatte. In diesem Konvent besaß er eine Kapelle, die der Marquis de Puisieux ihm 1623 abgetreten hatte. Hier wurden außer ihm seine Ehefrau und die meisten seiner Kinder bestattet.

## Ehe und Familie
Charles de La Vieuville heiratete am 7. Februar 1611 Marie Bouhier (* um 1582 in Paria; † 7. Juni 1663 in Paris), Dame de Nogent-l’Artaud, Baronne de Saint-Martin de Blois, Tochter von Vincent Bouhier, Seigneur de Beaumarchais, Conseiller du Roi en ses conseils d’état et privé, Trésorier d’épargne, und Marie Hotman. Marie Bouhiers Schwester Lucrèce († 19. Februar 1666) war in erster Ehe mit Louis II. de La Trémoille, Marquis de Noirmoutier, und in zweiter Ehe mit Nicolas de L’Hospital verheiratet.
Ihre Kinder sind:
- Vincent, † 12. September 1643 in der Schlacht bei Newbury (England) im Dienst des englischen Königs
- Charles II. († 2. Februar 1689), Duc de La Vieuville, Pair de France, Chevalier des Ordres du Roi, Lieutenant-général au gouvernement de la Champagne; ⚭ (Ehevertrag 25. September 1648) Françoise Marie de Vienne († 7. Juli 1669), Comtesse de Châteauvieux, Erbtochter von René de Vienne, Comte de Châteauviexu, und Marie de La Guesle
- Charles-François, † 6 Tage alt
- Henry, † 12. Juni 1652 an Verwundungen, die er im Dienst des Königs bei der Belagerung von Étampes erlitt, Abt von Savigny nach der Demission seines Bruders Charles II., Kommendatarprior von Grand-Beaulieu-lès-Chartres, Colonel eines Kavallerieregiments, Maréchal de camps des armées du Roi, 2. November 1651 Conseiller d'État es conseil privé, et des finances
- Charles-François († Januar 1675 Paris), Prior von L e Grand-Beaulieu-Les-Chartres, Abt von Savigny, Saint-Martial de Limoges und Saint-Laumer de Blois, Conseiller d'État ordinaire, 4. April 1660 zum Bischof von Rennes geweiht, bestattet in der Chapelle de la Communion der Pfarre Saint-Paul in Paris.
- Françoise de Paule, † 30. Oktober 1635 in Oudenaarde (Flandern)
- Louise, Karmeliterin, † im Couvent des Carmelites de la rue Chapon (Paris)
- Lucrèce-Françoise; ⚭ 29. April 1655 Ambroise-François de Bournonville († 12. Dezember 1693), Duc de Bournonville, Pair de France
- Marie, genannt la jeune sœur jumelle von Lucrèce-Françoise, † Brüssel
- Marie, † klein
- Dorothée, † jung
- Marie, Äbtissin von Notre-Dame de Meaux
- Henriette, Nonne in La Ferté-Milon

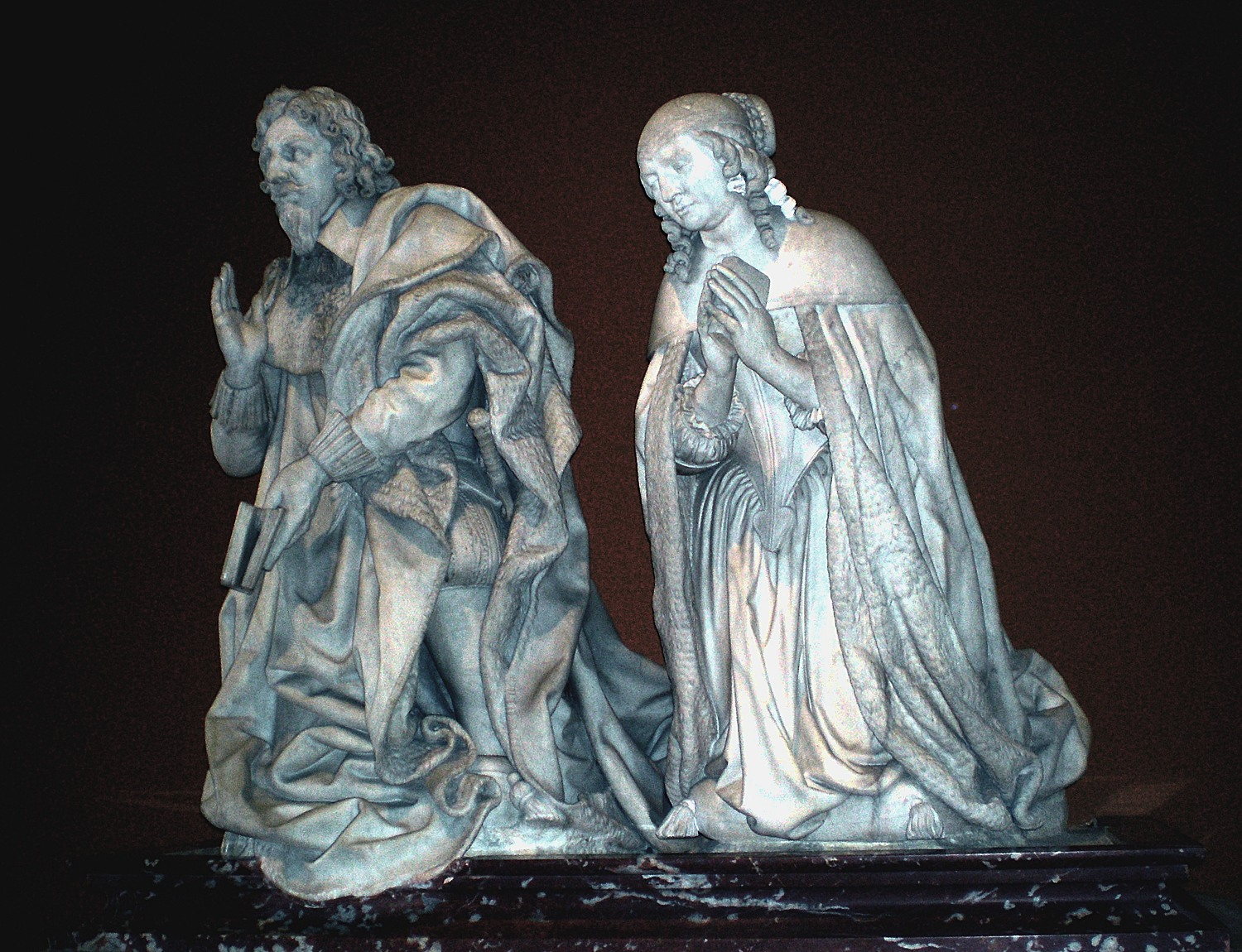
Oberteil des Grabmals von Charles de La Vieuville und Marie Bouhier, Paris, Musée du Louvre